# Stadio Lumpinee
Lo stadio di boxe Lumpinee (in thailandese: สนามมวยเวทีลุมพินี) è un'arena al chiuso situata a Bangkok, in Thailandia.
Gestito dall'esercito nazionale in nome del governo thailandese, il Lumpinee è divenuto il simbolo del moderno muay thai. Solo il Rajadamnern Stadium, aperto più di un decennio prima, riesce a contrastare la concorrenza del prestigiosissimo titolo Muay Thai Champion of Lumpinee. Il premio in palio viene assegnato ad ogni categoria nella quale i lottatori sono suddivisi, dai pesi mosca (111 lbs) ai pesi welter (147 lbs).
Gli incontri si svolgono solo il martedì, il venerdì ed il sabato, di solito attorno alle 18:00. Il biglietto costa fra i 500฿ ed i 1500฿.

## Campioni
Uno dei più famosi lottatori al Lumpinee è stato Dieselnoi Chor Thanasukarn, il quale, negli anni ottanta, rimase campione imbattuto. Tra i migliori Nak Muay che hanno combattuto al Lumpinee da segnalare Namsaknoi Yudthagarngamtorn, campione del Lumpinee nella classe 135 lbs dal 2000 al 2006 e soprannominato "l'Imperatore della Muay Thai" da parte della stampa thailandese, Namkabuan Nongkee Pahuyuth campione per 6 anni consecutivi, nella classe 130 lbs, ritiratosi imbattuto, Wangchannoi Sor Palangchai vincitore di 5 titoli del Lumpinee, Chamuakpetch Haphalung vincitore di 4 titoli Lumpinee (e altri 5 titoli del Rajadamnern, per un totale di 9 titoli), Lamnamoon Sor Sumalee vincitore di 4 titoli, Somrak Kamsing (medaglia d'oro di pugilato alle Olimpiadi di Atlanta nel 1996) che, pur non vincendo alcun titolo, è considerato uno dei migliori della sua era.
Alcuni fra i campioni dello stadio Lumpinee sono:
- Namsaknoi Yudthagarngamtorn
- Namkabuan Nongkee Pahuyuth
- Wangchannoi Sor Palangchai
- Chamuakpetch Haphalung
- Mathee Jadeepitak
- Samkor Kiatmontep
- Somrak Kamsing
- Lamnamoon Sor Sumalee
- Oley Kiatoneway
- Samart Payakaroon
- Sak Kaoponlek
- Dieselnoi Chor Thanasukarn
- Anuwat Kaewsamrit
- Saenchai Sor Kingstar
- Saiyok Pumpanmuang
- Yodsanklai Fairtex
- Jomhod Kiatadisak
- Rob Kaman

GLi unici atleti 'farang' e cioè 'non Thailandesi' ad aver ottenuto la più prestigiosa delle cinture nella Muay Thai, che è quella di campione del Lumpinee, sono:
- Ramon Dekkers
- Morad Sari
- Damien Alamos

## Gioco d'azzardo
In tutti gli stadi tailandesi esiste un importante mondo parallelo di scommesse attorno al muay thai. 
Al Lumpinee, come in altri importanti stadi della Thailandia, il pubblico scommette direttamente sui pugili attraverso un sistema informale (cioè non proibito, ma nemmeno formalmente regolamentato) secondo consuetudini e codici molto dettagliati. Questo sistema di scommesse è organizzato con grandi scommettitori (di solito, in alto o in basso sulle gradinate e oggigiorno in costante collegamento tra loro e/o con i loro "patron" attraverso auricolari) che decidono le quote e accettano scommesse prima e soprattutto durante gli incontri, e molti piccoli scommettitori che giocano cifre anche importanti (specie a partire dal terzo round), comunicando le loro puntate ai grandi scommettitori con un complesso linguaggio di gesti.
Le scommesse, che si intrecciano con le peculiarità economiche "formali" del professionismo (borse e sponsorizzazioni per i pugili) sin dagli albori dei combattimenti di muay thai hanno contribuito a formare quello che è lo stile thailandese di combattere - ad esempio, l'importanza crescente dei round 3, 4 e 5 (round nei quali tradizionalmente si scommette), o l'usanza di smettere di attaccare quando nei round 4 e 5 ci si trova in chiaro vantaggio, per minimizzare i rischi di rimonta (e di determinare quindi grosse perdite!), assumendo un atteggiamento completamente conservativo/difensivo o tutt'al più scherzosamente canzonatorio nei riguardi del rivale.